# Johan Pinas
Johan Andreas Humphrey (Johan) Pinas (Paramaribo, 21 september 1931 - 21 augustus 2020) was een Surinaams beeldhouwer. Hij wordt wel de grondlegger van de Surinaamse houtbeeldhouwkunst genoemd.

## Biografie
Johan Pinas werkte aanvankelijk in de bouw en als meubelmaker. Hij leerde tekenen tijdens zijn LO-opleiding en van Nola Hatterman, en boetseren van Jo Rens. Hij werd in de jaren 1960 door de architect Harold van Ommeren ontdekt.
Zijn kennis in de houtbewerking en van verschillende houtsoorten kwamen hem van pas bij het maken van beeldhouwwerken. Zijn voorkeur ging uit naar soorten met een fijne nervenstructuur, zoals bruinhart, mahonie, copie, rode locus of sterappel. Uit hout sneed hij sterk gestileerde voorstellingen, meestal van mensen en in het bijzonder in gezinssamenstellingen.
In 1964 gaf hij zijn eerste solotentoonstelling en in de tien jaar erna was zijn werk te zien op de Nationale Kunstbeurs. Veel van zijn werk staat bij banken, zoals Kotomisi bij de Hakrinbank, en in privécollecties. In 1971 werd hij onderscheiden met de Gouverneur Currie Prijs. In 2005 organiseerde de dichter en liedschrijver Guillaume Creebsburg een avond ter ere van hem.
Pinas was een bron van inspiratie voor jonge beeldhouwers en wordt wel de grondlegger van de Surinaamse houtbeeldhouwkunst genoemd. Tijdens zijn laatste levensjaren was hij niet heel actief meer in zijn vak. In augustus 2020 overleed hij op 88-jarige leeftijd.